# Sheikh Barakeh
Sheikh Barakeh (tiếng Ả Rập: الشيخ بركة) là một ngôi làng Syria nằm ở Sinjar Nahiyah ở huyện Maarrat al-Nu'man, Idlib. Theo Cục Thống kê Trung ương Syria (CBS), Sheikh Barakeh có dân số 1256 trong cuộc điều tra dân số năm 2004.